# Alex Ogou
Alex Ogou est un acteur, scénariste, directeur de production et réalisateur franco-ivoirien né le 30 décembre 1979, à Gadago en Côte d'Ivoire. Il est connu pour son travail en tant que producteur et réalisateur de séries télévisées africaines, telles que Invisibles (2018) ou Ô Batanga (2023).

## Biographie
C'est à Gadago, localité de Côte d'Ivoire située au sud-ouest du pays et appartenant au département de Soubré, dans la région du Bas-Sassandra, qu'Alex Ogou voit le jour en 1979. Il arrive en France avec ses parents à l'âge de cinq ans.
Après un bac scientifique, il décroche son premier rôle à l'écran dans le film de Robert Guédiguian, À la place du cœur (1998) auprès de Jean-Pierre Darroussin, Ariane Ascaride et Gérard Meylan . Son personnage de jeune homme envoyé en prison pour viol à la suite des fausses accusations d'un policier raciste, lui permet de remporter le prix d'interprétation au Festival du jeune comédien de Béziers. Il abandonne ses études d'anthropologie, et s’installe à Montpellier pour suivre des études de cinéma. En 2000, Robert Guédiguian fait de nouveau appel à lui pour jouer le jeune Abderramane qui doit faire face aux difficultés de la vie dans La ville est tranquille (2000).
Il enchaîne en jouant au théâtre des pièces de Bernard-Marie Koltès ou Neil LaBute. On le voit aussi dans des courts-métrages et des séries télévisées comme Avocats et Associés. Intéressé par les techniques du cinéma, il enchaine différents métiers comme assistant-réalisateur, cadreur, monteur ou directeur de production. En 2013, face à Alex Descas  dans le téléfilm Césaire, le prix de la liberté, il incarne Léopold Sédar Senghor.
En Afrique, il interprète des rôles importants. On le voit dans les films guinéens : Il va pleuvoir sur Conakry (2007)  et Morbayassa (2014) de Cheick Fantamady Camara, et au Cameroun dans Paris à tout prix (Ndagnou) (2007). l travaille aussi à la réalisation de plusieurs productions télévisées.

## Filmographie

### Cinéma

#### Longs métrages (acteur)
- 1998 : À la place du cœur de Robert Guédiguian : François Lopez
- 2000 : La ville est tranquille de Robert Guédiguian : Abderramane
- 2006 : Il va pleuvoir sur Conakry de Cheick Fantamady Camara : Bibi
- 2007 : Paris à tout prix de Joséphine Ndagnou : Stéphane
- 2014 : Morbayassa de Cheick Fantamady Camara : Yélo
- 2017 : Bienvenue au Gondwana de Mamane : Hervé le résistant gondwanais

#### Courts métrages (acteur)
- 1998 : La Proue de Philippe Bouillet : Marc
- 2004 : Mal de mer d'Olivier Vinuesa : Marco
- 2005 : Green Experience de David Rivolier
- 2013 : Les fous sont saints d'esprit d'Eugene Dyson : le patient

### Réalisations courts métrages
- 2012 : Le Dernier Cri (plus scénario, montage et son)
- 2013 : Christian (plus scénario, montage et production)
- 2014 : Veuves noires (plus scénario, montage et production)

### Participations diverses
- 2004 : Déjà loué ! court-métrage de Meiji U’um’si (directeur de la photographie et montage)
- 2010 : Black Diamond, l’or des fous (Black Diamond) documentaire de Pascale Lamche (assistant réalisateur et directeur de production)
- 2013 : Twaaga court-métrage de Cédric Ido (directeur de production)
- 2014 : Soleils d'Olivier Delahaye et Dani Kouyaté (directeur de production)
- 2018 : Desrances, long métrage d'Apolline Traoré (producteur exécutif)

### Télévision

#### Téléfilms (acteur)
- 2003 : Simon le juste de Gérard Mordillat : Léo
- 2013 : Césaire, le prix de la liberté de Félix Olivier : Léopold Sédar Senghor

#### Séries télévisées (acteur)
- 2001 : Avocats et Associés, épisode Bug Plug d'Alexandre Pidoux : Mouloud
- 2009 : Histoires de vies, épisode Ceux qui aiment la France d'Ariane Ascaride : Momboye

#### Réalisations et Productions
- 2015 : Top Radio, série produite par RTI et KEEVU, (réalisation du pilote).
- 2016 : Teenagers, série produite par Martika Productions, (réalisation des épisodes 11 à 20 de la saison 3).
- 2016 : Confidences, série produite par TSK Studios et PWCI, (réalisation du pilote).
- 2016 : La Balade culinaire, série produite par TSK Studios, (réalisation du pilote).
- 2016 : Top Radio, série créée par Honoré Essoh, produite par TSK Studio, (réalisateur, producteur exécutif).
- 2018 : Invisibles, première création originale Canal+ International. Série créée et réalisée par Alex Ogou. Produite par TSK Studio, (producteur exécutif).
- 2020 : Cacao, création originale Canal+ International. Série créée par Yolande Bogui. Produite par Tanka Studio (François Deplanck) et Underscan (Alex Ogou), (réalisateur, coproducteur, producteur exécutif).
- 2022 : De plus en plus loin, série créée par Michel Bohiri et Adiaratou Sangaré[5], (coproducteur).
- 2022 : Eki, la famille c'est secret, création originale Canal+ International. Série créée par Linda Bongo Ondimba.
- 2023 : Ô Batanga, création originale Canal+, série créée par Henri Melingui, (réalisateur, producteur).
- 2023 : Niabla, création originale Canal+ International. Série créée par Aude Forget, Armand Gauz et Anthony Martin (III), (réalisateur).
- 2024 : La Dernière Voix, (producteur)[6].
- 2024 : Charles Ornel : Vous allez détester m'aimer, série ivoirienne réalisée par Kismath Baguiri et produite par A+ Ivoire[7], (coproducteur (Plan A)).

## Théâtre

### Comédien
- 2005 : Quai Ouest de Bernard-Marie Koltès, mise en scène Catherine Rimbaud
- 2006 : Bleu Orange de Joe Penhall
- 2008 : C'est comme ça que ça se passe de Neil LaBute, mise en scène Geoffroy Dyson

## Distinctions
- 1999 : Prix d'interprétation au Festival du jeune comédien de Béziers, pour À la place du cœur de Robert Guédiguian
- 2018 : Prix du meilleur réalisateur à l'African Talent Awards 2018[8]
- 2018 : Prix de la meilleure série francophone pour Invisibles Festival de la fiction de la Rochelle 2018
- 2019 : NISA de la meilleure série pour Invisibles
- 2019 : NISA D'OR pour Invisibles
- 2023 : Prix de la Fiction francophone étrangère, Festival de Luchon pour Ô Batanga.[9]
- 2025 : Prix de la meilleure série TV pour Niabla au FESPACO[10]